# Exyrias puntang
 Exyrias puntang es una especie de peces de la familia de los Gobiidae en el orden de los Perciformes.

## Morfología
- Los machos pueden llegar a alcanzar los 16 cm de longitud total.
- Número de vértebras: 26.[1][2]

## Hábitat
Es un pez de clima tropical (23 °C-28 °C).

## Distribución geográfica
Se encuentra desde las Islas Andamán hasta Vanuatu, el Japón y Nueva Caledonia, incluyendo el delta del Mekong.

## Observaciones
Es inofensivo para los humanos. 